# Neuffontaines
Neuffontaines est une commune française située dans le département de la Nièvre, en région Bourgogne-Franche-Comté.

## Géographie
La population se répartit entre le bourg et les hameaux :
- Vignes-le-Haut (mairie)
- Vignes-le-Bas
- Chitry-Mont-Sabot
- Flez
- la ferme de Mont-Bué

### Climat
Pour des articles plus généraux, voir Climat de la Bourgogne-Franche-Comté et Climat de la Nièvre.
En 2010, le climat de la commune est de type climat des marges montargnardes, selon une étude du Centre national de la recherche scientifique s'appuyant sur une série de données couvrant la période 1971-2000. En 2020, Météo-France publie une typologie des climats de la France métropolitaine dans laquelle la commune est exposée à un climat océanique altéré et est dans une zone de transition entre les régions climatiques « Lorraine, plateau de Langres, Morvan » et « Centre et contreforts nord du Massif Central ». 
Pour la période 1971-2000, la température annuelle moyenne est de 10,8 °C, avec une amplitude thermique annuelle de 16,3 °C. Le cumul annuel moyen de précipitations est de 965 mm, avec 12,8 jours de précipitations en janvier et 8,5 jours en juillet. Pour la période 1991-2020, la température moyenne annuelle observée sur la station météorologique de Météo-France la plus proche, « Lormes_sapc », sur la commune de Lormes à 8 km à vol d'oiseau, est de 11,2 °C et le cumul annuel moyen de précipitations est de 1 071,3 mm. 
La température maximale relevée sur cette station est de 40,7 °C, atteinte le 25 juillet 2019 ; la température minimale est de −18,1 °C, atteinte le 12 janvier 1987,,. 
Les paramètres climatiques de la commune ont été estimés pour le milieu du siècle (2041-2070) selon différents scénarios d'émission de gaz à effet de serre à partir des nouvelles projections climatiques de référence DRIAS-2020. Ils sont consultables sur un site dédié publié par Météo-France en novembre 2022.

## Urbanisme

### Typologie
Au 1er janvier 2024, Neuffontaines est catégorisée commune rurale à habitat très dispersé, selon la nouvelle grille communale de densité à sept niveaux définie par l'Insee en 2022.
Elle est située hors unité urbaine et hors attraction des villes,.

### Occupation des sols
L'occupation des sols de la commune, telle qu'elle ressort de la base de données européenne d’occupation biophysique des sols Corine Land Cover (CLC), est marquée par l'importance des territoires agricoles (94,8 % en 2018), une proportion sensiblement équivalente à celle de 1990 (95,2 %). La répartition détaillée en 2018 est la suivante : terres arables (52,7 %), prairies (37 %), forêts (5,2 %), zones agricoles hétérogènes (5,1 %). L'évolution de l’occupation des sols de la commune et de ses infrastructures peut être observée sur les différentes représentations cartographiques du territoire : la carte de Cassini (XVIIIe siècle), la carte d'état-major (1820-1866) et les cartes ou photos aériennes de l'IGN pour la période actuelle (1950 à aujourd'hui).

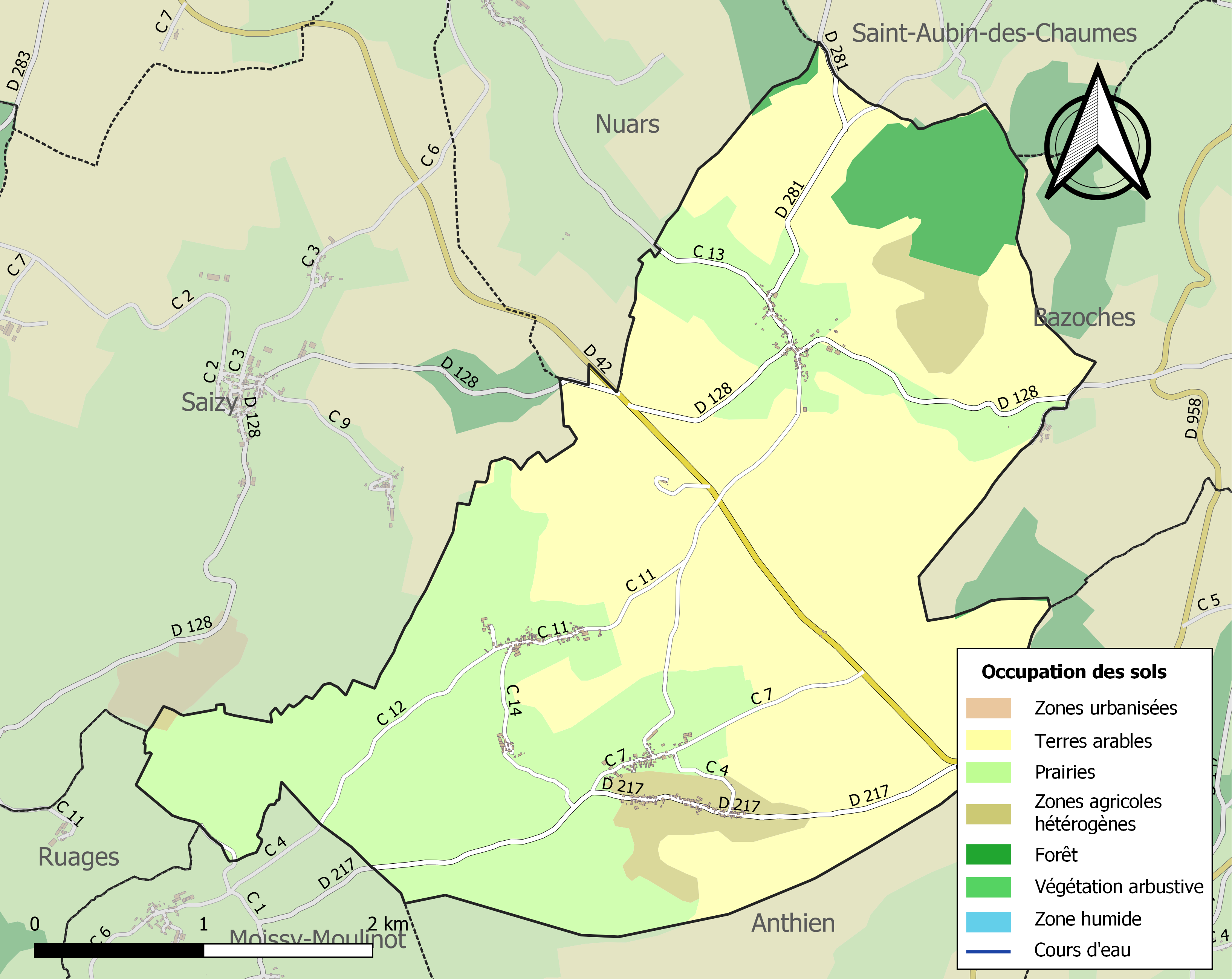
Carte des infrastructures et de l'occupation des sols de la commune en 2018 (CLC).

## Histoire
La seigneurie comprenait au XVIIe siècle la terre de Saizy, en partage avec Monceaux-le-Comte. Propriété de Philippe Mancini, duc de Nevers, qui la céda à Vauban en 1693.

## Politique et administration
| Période                                  | Période     | Identité          | Étiquette | Qualité |
| ---------------------------------------- | ----------- | ----------------- | --------- | ------- |
|                                          |             | Célestin Perdriat |           |         |
|                                          |             | Célestin Perdriat |           |         |
|                                          |             | Ernest Pieuchot   |           |         |
| 1959                                     | 1977        | Raoul Lachot      |           |         |
| 1977                                     | 1991        | Marcel Blandin    |           |         |
| 1991                                     | 1997        | Jean Martin       |           |         |
| 1997                                     | mars 2001   | Michel Perdriat   |           |         |
| mars 2001                                | avril 2011, | Philippe Connant  | FN        |         |
| 11 avril 2011                            | En cours    | Nicole Hernando   |           |         |
| Les données manquantes sont à compléter. |             |                   |           |         |

## Démographie
L'évolution du nombre d'habitants est connue à travers les recensements de la population effectués dans la commune depuis 1793. Pour les communes de moins de 10 000 habitants, une enquête de recensement portant sur toute la population est réalisée tous les cinq ans, les populations de référence des années intermédiaires étant quant à elles estimées par interpolation ou extrapolation. Pour la commune, le premier recensement exhaustif entrant dans le cadre du nouveau dispositif a été réalisé en 2007.

En 2022, la commune comptait 93 habitants, en évolution de −12,26 % par rapport à 2016 (Nièvre : −3,28 %, France hors Mayotte : +2,11 %).
| 1793 | 1800 | 1806 | 1821 | 1831 | 1836 | 1841 | 1846 | 1851 |
| ---- | ---- | ---- | ---- | ---- | ---- | ---- | ---- | ---- |
| 872  | 730  | 795  | 841  | 815  | 804  | 832  | 818  | 812  |

| 1856 | 1861 | 1866 | 1872 | 1876 | 1881 | 1886 | 1891 | 1896 |
| ---- | ---- | ---- | ---- | ---- | ---- | ---- | ---- | ---- |
| 702  | 716  | 731  | 707  | 721  | 681  | 606  | 602  | 566  |

| 1901 | 1906 | 1911 | 1921 | 1926 | 1931 | 1936 | 1946 | 1954 |
| ---- | ---- | ---- | ---- | ---- | ---- | ---- | ---- | ---- |
| 541  | 513  | 493  | 431  | 418  | 416  | 360  | 301  | 280  |

| 1962 | 1968 | 1975 | 1982 | 1990 | 1999 | 2006 | 2007 | 2012 |
| ---- | ---- | ---- | ---- | ---- | ---- | ---- | ---- | ---- |
| 221  | 219  | 183  | 150  | 128  | 122  | 126  | 127  | 110  |

| 2017 | 2022 | - | - | - | - | - | - | - |
| ---- | ---- | - | - | - | - | - | - | - |
| 104  | 93   | - | - | - | - | - | - | - |

## Culture locale et patrimoine

### Lieux et monuments
- Chapelle du Mont Sabot du XIIe siècle (site classé) avec sa légende de la bigue (chèvre) et du loup.
- Butte de Mont-Bion (site classé).

### Personnalités liées à la commune
- Le futur maréchal de Vauban, seigneur de Bazoches, acquit la seigneurie du lieu en 1693.
- Jules Renard a visité Mont-Sabot en 1898 ; il en a fait une courte mais saisissante description dans son Journal (6 juillet 1898).
- Edme Gathier, entrepreneur qui a refait en 1846, le beffroi de l'église Saint-Denys de Saizy.
- Édouard Pail, peintre né à Corbigny en 1851, a peint et exposé à Paris « le soir au Mont-Sabot » (salon de 1914).
- Paul Albert Gustave Desjeux, chevalier de la Légion d’honneur, est né à Neuffontaines le 29 juin 1841. Il était capitaine au 1er Bataillon de la garde nationale de l'Indre sous le commandement du lieutenant-colonel Armand d’Auvergne pendant le siège de Paris (décembre 1870 - février 1871) (http://www.culture.gouv.fr/public/mistral/leonore_fr?ACTION=CHERCHER&FIELD_1=REF&VALUE_1=L0750047).

### Héraldique
| Blason de Neuffontaines | Blason  | D'azur à la croix engrêlée d'argent, cantonnée au 2e d'une barre d'or, au 4e d'une bande du même, à la coquille au naturel brochant en cœur sur le tout.        |
| Blason de Neuffontaines | Détails | Armes de la famille Barbier de Vésigneux, qui donna des seigneurs de Vignes, aujourd'hui hameau de la commune. Le statut officiel du blason reste à déterminer. |